# Foreningen til Søfartens Fremme
Foreningen til Søfartens Fremme blev stiftet den 1. august 1844 af kontreadmiral M.J.P. Bille, som oprettede foreningen med det formål at forbedre den daværende skibsfart og fremme dens brug af navigation.
Foreningen arbejder for at tiltrække interesse, ressourcer og dermed vækst til de maritime erhverv og har i dag, 2008, ca. 6.000 medlemmer indenfor søfartens virksomheder og organisationer.
Foreningen udgiver fagbladet Søfart.
Foreningen blev opløst ved ekstraordinær generalforsamling den 20. december 2016. På det tidspunkt havde foreningen 2565 medlemmer. Ved den ekstraordinære generalforsamling var der 50 stemmer for nedlæggelse og 2 stemmer imod. Foreningsophør 31. december 2016-

## Ekstern henvisning og kilde
- Foreningens hjemmeside  på web.archive.org 6. oktober 2016